# Halte Gouwsluis
Halte Gouwsluis (afkorting: Gws) is een voormalige halte aan de spoorlijn Uithoorn – Alphen aan den Rijn. De halte werd geopend op 1 augustus 1915 en gesloten 1 januari 1936.
Het haltegebouw (type: Hesm III) werd in 1913 gebouwd op dezelfde hoogte als de spoordijk. De spoordijk lag hier enkele meters hoger vanwege de brug over de Oude Rijn die enkele tientallen meters verderop lag. Tegenwoordig is het gebouw als woonhuis ingericht en bevindt zich aan de Steekterweg 65. De spoordijk is afgegraven en het gebouw staat op de restanten daarvan.
Aan de westzijde van het haltegebouw was het vroeger mogelijk om met de bus verder te reizen.
De enkelsporige spoorbrug over de Oude Rijn diende tevens als voetgangersbrug.